# Панков, Олег Дмитриевич
Оле́г Дми́триевич Панко́в (род. 28 августа 1946, Балей, Читинская область, РСФСР, СССР) — российский авиаконструктор, Герой Труда Российской Федерации (2017).

## Биография
Олег Дмитриевич Панков родился 28 августа 1946 года в городе Балей Читинской области (ныне — Забайкальский край).
Работал в Раменском приборостроительном конструкторском бюро, а затем перешёл в ОКБ Сухого. Занимал посты первого заместителя директора программы, заместителя главного конструктора, дослужившись до должности директора программы — главного конструктора «ОКБ Сухого». Имеет несколько патентов на системы вооружений в области авиастроения.
На этом посту стал главным конструктором многофункционального истребителя Су-30СМ. За разработку и введение в строй данного самолёта, впервые применённого во время российской военной операции в Сирии, был удостоен звания «Герой Труда Российской Федерации».

## Награды
- Звание «Герой Труда Российской Федерации» с вручением золотой медали «Герой Труда Российской Федерации» (2017, точная дата неизвестна, «закрытым» указом президента России)[2][11].
- Орден «За военные заслуги» (2018, точная дата неизвестна)[3].
- Медаль ордена «За заслуги перед Отечеством» II степени (22 июля 2009) — «за мужество и высокий профессионализм, проявленные при испытании и освоении новой авиационной техники»[5].
- Звание «Заслуженный конструктор Российской Федерации» (29 июля 1999) — «за заслуги перед государством, большой вклад в разработку, создание современной авиационной техники и многолетний добросовестный труд»[4].